# Claudine s'en va
Claudine s'en va est un roman français de Colette, paru en 1903 aux éditions Paul Ollendorff. Il est le quatrième tome de la série Claudine écrit par Colette, c'est la suite de Claudine en ménage et il est suivi par le tome cinq : La Retraite sentimentale.

## Claudine s'en va
Claudine s'efface pour laisser place à une nouvelle héroïne, Annie. Entièrement soumise à son mari, Alain, Annie est bouleversée par le départ de ce dernier, qui l'abandonne aux mains de sa sœur Marthe, femme libre et volontaire. Pourtant, au contact de celle-ci, de Claudine et d'autres femmes de caractère, Annie commence à s'affirmer et à s’interroger sur son mariage et sur celui qui lui dictait jusque-là ses moindres gestes.

## Adaptations
- 1917 : Claudine s'en va, court-métrage (réalisateur anonyme) avec Maud Loty dans le rôle-titre
- 1978 : Claudine s'en va, téléfilm d'Édouard Molinaro avec Marie-Hélène Breillat dans le rôle-titre

## Sources
- BNF 30664991
- Cet article est partiellement ou en totalité issu de l'article intitulé « Claudine (Colette) » (voir la liste des auteurs).